# Peeping Tom
|  | For den britiske film fra 1960, se Fotomodeller jages |
Peeping Tom er en amerikansk stumfilm fra 1897.